# Nachal Gorfan
Nachal Gorfan (hebrejsky נחל גורפן) je vádí na Západním břehu Jordánu, v Judské poušti.
Začíná v nadmořské výšce okolo 600 metrů poblíž palestinské obce Ras Sinsil. Směřuje pak k jihovýchodu a východu, přičemž opustí osídlenou oblast a prochází převážně neobydlenou kopcovitou krajinou Judské pouště. Stáčí se k severu a vchází do menší planiny Bik'at Hurkanija, kde ústí zprava do vádí Nachal Kidron, které jeho vody odvádí do Mrtvého moře.